# Farmácia clínica
Farmácia clínica área da farmácia voltada à ciência e prática do uso racional de medicamentos, na qual os farmacêuticos prestam cuidado ao paciente, de forma a otimizar a farmacoterapia, promover saúde e bem-estar, e prevenir doenças. Esta área não é restrita somente a hospitais, mas inclui também farmácias comunitárias, clínicas privadas, ambulatórios, unidades de saúde e lares de longa permanência. Pode ser exercida em qualquer local que possua usuários de medicamentos expostos ao risco e às consequências de seu uso.
O profissional que atua clinicamente tem, entre outras funções, a de garantir o uso correto do medicamento, em conjunto com a equipe multiprofissional dos hospitais e ambulatório, reduzindo o tempo de internação e melhorando a adesão destes ao tratamento para garantir uma melhor qualidade de vida. Atua também na gestão da farmacoterapia, revisando aspectos da seleção, administração e resultados terapêuticos obtidos. Fornece educação e orientação ao paciente e recomendações ao médico para ajustes no tratamento.
No início do século XX a figura do farmacêutico e da farmácia estava ligado ao boticário, bem diferente do conhecimento que o farmacêutico possui hoje. Essa situação acabou distanciando alguns profissionais das práticas em saúde naquela época. Assim alguns, acabaram apenas atuando como dispensadores de produtos comerciais. Toda essa situação, gerou na década de 60 uma reorganização das atitudes e formação, gerando um movimento profissional para discutir melhorias nesta área. Assim, nascia nos Estados Unidos o termo farmácia clínica, que incluia os farmacêuticos na equipe de saúde para garantir sua qualidade de vida.
Após a resolução 585/2013 do CFF, a qual regulamenta as atribuições clínicas do farmacêutico e dá outras providências, foram publicadas outras resoluções que ratificam a atuação do farmacêutico clínico e dá discorre sobre sua atuação noutras especialidades, como a RDC 672/2019 que por sua vez dispõe sobre as atribuições do farmacêutico no âmbito dos serviços de diálise e no acompanhamento de pacientes nefropatas. Além disso, a RDC 673/2019 regula e dispõe sobre as atribuições e competências do farmacêutico em serviços de hemoterapia e/ou bancos de sangue como farmacêutico clínico hematologista e a RDC 675/2019 que regulamenta as atribuições do farmacêutico clínico em unidades de terapia intensiva, e dá outras providências que contribuem para a carreira do farmacêutico clínico intensivista.